# Mariella Mehr
Mariella Mehr (* 27. Dezember 1947 in Zürich; † 5. September 2022 ebenda) war eine Schweizer Schriftstellerin aus der Gruppe der Jenischen.

## Leben
Mariella Mehr wurde als Angehörige der Minderheit der Jenischen 1947 in Zürich geboren. Sie wurde im Rahmen des Projekts Kinder der Landstrasse als Kleinkind ihrer Mutter weggenommen. In dem Projekt wurden Kinder von ihren «fahrenden» Eltern zwangsweise getrennt, um die Jenischen sesshaft zu machen. Sie wuchs in 16 Kinderheimen und drei Erziehungsanstalten auf. Viermal wurde sie in eine psychiatrische Anstalt eingewiesen.
Weil sie unehelich schwanger  geworden war, wurde sie wegen sittlicher Verwahrlosung 19 Monate lang in der Frauenstrafanstalt Hindelbank eingesperrt.
Dort gebar sie im Sommer 1966 ihren Sohn Christian Mehr. Christians Vater ist Siro Moja, ein Angehöriger der Roma. Er arbeitete in der Schweiz als Portier und hatte dort die junge «Buffetdame» Mariella Mehr kennen gelernt. Für die Behörden waren solche Verbindungen unerwünscht; es galt sie zu unterdrücken.
Der 11 Monate alte Christian wurde ihr durch die aktenführende Organisation Pro Juventute weggenommen. Durch Kindswegnahme wurden er, seine Mutter und in 1927 seine Großmutter Marie Emma Opfer des Projekts Kinder der Landstrasse.
„Die Aktenanlegung und die systematisch verwendeten Stigmatisierungen bildeten denn auch mit einen Grund für die Diskriminierungen, welche die Betroffenen des Hilfswerks erleiden mussten. Die schriftlich festgehaltenen negativen und zugespitzten Formulierungen blieben bleischwer an den betroffenen Kindern und Erwachsenen hängen und bestimmten ihr weiteres Schicksal entschieden mit.“ Dennoch publizierte sie ab 1975, zunächst journalistisch, dann schriftstellerisch. Sie erhielt zahlreiche literarische Auszeichnungen. In 1981 erschien Steinzeit, ihr erster Roman.
Ab den 1970er-Jahren engagierte sich Mehr für die Interessen der Roma, zu denen sie auch die Jenischen zählte. In einem Interview sagte sie 1982: «Das Roma-Volk setzt sich aus 29 Stämmen zusammen. Darunter sind die Jenischen ein relativ kleiner Stamm.» Im selben Interview erklärte sie, dass sie aus der jenischen Gemeinschaft «hinausgeschmissen» worden sei, weil sie Widerstand dagegen geleistet habe, dass die Frauen, die die Organisationen der Roma bzw. der Jenischen gegründet hätten, darin zurückgedrängt worden seien.
Mehr war 1975 Gründungsmitglied der Radgenossenschaft der Landstrasse, in der sie, zunächst als Kassierin, von 1976 bis 1982 als Sekretärin tätig war. Sie wirkte in den ersten Jahren zudem als Redaktorin der Genossenschaftszeitschrift «Scharotl», was eine jenische Bezeichnung für Wohnwagen ist.
In ihrem Buch Kinder der Landstrasse formulierte sie die Ziele der Jenischen auf programmatische Weise und betonte «die Versuche der Jenischen, ihre soziale und kulturelle Identität wiederzufinden». An der Generalversammlung vom 5. März 1983 nahm sie nicht teil und wurde von der Versammlung nicht mehr als Mitglied des Verwaltungsrats wiedergewählt.
Mehr sah sich weniger als Schweizer- und mehr als Roma-Schriftstellerin. Aussenstehende schliessen daraus, dass sie in Romanes schreiben würde. Das ist bei einer Roma-Angehörigen aus dem Stamm der Jenischen nicht naturgemäss der Fall; Jenische haben eine eigene Sprache, das Jenische. Mariella Mehr verstand gemäss demselben Interview Romanes, sie schrieb aber auf Deutsch, Texte wurden ins Italienische übersetzt; Gedichte auch ins Romanes, übersetzt von Rajko Đurić.
Für ihre schriftstellerische Leistung wie für ihr minderheitspolitisches Engagement erhielt Mehr 1998 die Ehrendoktorwürde der Universität Basel.
Nach zwanzig Jahren in der Toskana lebte Mehr seit 2015 wieder in der Schweiz.
Im Jahr 2000 trat Mehr aus der Autorenvereinigung Gruppe Olten aus, weil diese das Ziel, «eine demokratische sozialistische Gesellschaft» zu verwirklichen, aus dem Zweckartikel ihrer Statuten gestrichen hatte. Sie war Mitglied der International Romani Writers (IRWA), deren Vizepräsidentin sie zeitweise war.
Gemeinsam mit Peter Lehmann, Ehrendoktor der Aristoteles-Universität Thessaloniki, war Mariella Mehr von 1987 bis zu ihrem Tod Vorstandsmitglied des Vereins PSYCHEX (seit 2015 PSYCHEXODUS), der sich entsprechend der Konvention der Vereinten Nationen über die Rechte der Menschen mit Behinderung für die Freilassung von Zwangspsychiatrisierten und für die Verteidigung ihrer Menschenrechte einsetzt.
Mehr verstarb am 5. September 2022 im Alter von 74 Jahren im Zürcher Pflegeheim Entlisberg.
Ihr Archiv befindet sich im Schweizerischen Literaturarchiv in Bern.

## Auszeichnungen (Auswahl)
- 1981 Literaturpreis des Kantons Zürich für Steinzeit
- 1981 Förderungspreis des Kantons Bern für Steinzeit
- 1983 Literaturpreis der Stadt Bern für In diesen Traum...
- 1987 Literaturpreis der Stadt Bern für Kinder der Landstrasse
- 1988 Ida-Somazzi-Preis
- 1992 Anerkennungspreis des Kantons Graubünden (für das Gesamtwerk)
- 1995 Anerkennungspreis der Stadt Zürich (Gesamtwerk)
- 1996 Einzelwerkpreis der Schweizerischen Schillerstiftung für Daskind
- 1996 Ehrenmedaille der Gemeinde Tomils
- 1998 Ehrendoktorwürde der Universität Basel
- 2002 Buchpreise des Kantons und der Stadt Bern für Angeklagt
- 2012 ProLitteris Preis für ein literarisches Lebenswerk[16][17]
- 2016 Bündner Literaturpreis

## Werke

### Prosa, Lyrik
- Steinzeit. Roman. Zytglogge Verlag, Gümligen 1981, ISBN 978-3-7296-0125-3.
- In diesen Traum schlendert ein roter Findling. Gedichte. Zytglogge, Gümligen 1983, ISBN 978-3-7296-0170-3.
- Das Licht der Frau. Bericht über Spanien und die Stierkämpferinnen. Zytglogge, Gümligen 1984, ISBN 978-3-7296-0198-7.
- Kinder der Landstrasse. Ein Hilfswerk, ein Theater und die Folgen. Zytglogge, Gümligen 1987, ISBN 3-7296-0264-0. (dokumentiertes Buch zur Aufführung)
- RückBlitze. Zytglogge, Gümligen 1990, ISBN 3-7296-0356-6. (Sammlung von Texten aus den Jahren 1976–1990)
- Zeus oder der Zwillingston. Roman. R+F Verlag, Zürich 1994. Neuausgabe: Limmat, Zürich 2023, ISBN 978-3-0-3926057-7.
- Daskind. Roman. Nagel & Kimche Verlag, Zürich 1995, ISBN 3-3120-0210-9.
- Brandzauber. Roman. Nagel & Kimche, Zürich 1998, ISBN 3-3120-0237-0.
- Nachrichten aus dem Exil. Gedichte, zweisprachig (deutsch & romani). Übersetzung von Rajko Đurić. Drava Verlag, Klagenfurt 1998, ISBN 3-8543-5296-4.
- Widerwelten. Gedichte, teilweise zweisprachig (deutsch & romani). Übersetzung von Mišo Nikolić. Geleitwort von Kurt Marti. Drava, Klagenfurt 2001, ISBN 978-3-8543-5365-2.
- Angeklagt. Roman. Nagel & Kimche, Zürich 2002, ISBN 3-3120-0294-X.
- Im Sternbild des Wolfes. Gedichte. Drava, Klagenfurt 2003, ISBN 978-3-8543-5412-3.
- Widerworte. Geschichten, Gedichte, Reden, Reportagen. Hg. v. Christa Baumberger und Nina Debrunner. Limmat, Zürich 2017, ISBN 978-3-85791-834-6.
- Daskind. Brandzauber. Angeklagt. Romantrilogie. Limmat, Zürich 2017, ISBN 978-3-85791-835-3.
- fröhlich verwildern. Geschichten und Gedichte. Hg. v. Christa Baumberger. Illustrationen von Isabelle Peterhans. SJW, Zürich 2019, ISBN 978-3-7269-0186-8.
- Von Mäusen und Menschen. Über Wissenschaft, Gutachter und ihre Akten. Hg. und mit einem Nachwort von Thomas Emmenegger. Limmat, Zürich 2022, ISBN 978-3-03926-028-7.

### Bühnentexte
- Kinder der Landstrasse. Drama, uraufgeführt im Theater 1230, Bern 1986.
- Silvia Z. Drama, uraufgeführt im Stadttheater Chur 1986.
- Anni B. Drama. Aufführung im Theaterhaus Gessnerallee, Zürich 1989. (von der Autorin abgelehnte Aufführung)

## Film
- Die Kraft aus Wut und Schmerz. Portrait zum 60. Geburtstag der jenischen Schriftstellerin Mariella Mehr. Regie: Marianne Pletscher. Schweiz 2007, 52 Min. online
- Mariella Mehr. Schriftstellerinnenportrait (1999) von Marianne Pletscher, 16 Min.[18]
- Jenseits der Landstrasse. Mariella Mehr, ein jenisches Akten-Stück. Film von Marianne Pletscher. Schweiz 1986, 52 Min. online